# Catalina Berroa
María Catalina Prudencia Román de Berroa Ojea (Trinidad, Cuba, 28 de febrer de 1849 - ibídem, 23 de novembre de 1911) fou una pianista, organista, violinista, professora i compositora cubana. Va ser la primera directora d'orquestra de Cuba i la dona que va iniciar el moviment de la cançó a la ciutat de Trinidad.

## Vida i carrera
Catalina Berroa va estudiar amb mestres locals per dominar diversos instruments. A més del piano, va ser intèrpret de guitarra, clarinet, violoncel, flauta i mandolina. També va ser violinista de l'orquestra del Teatre Brunet, on es presentaven companyies de sarsueles, organista de l'Església de San Francisco d'Assís i directora del cor de l'Església de la Santíssima Trinitat, per a la qual va fer nombrosos arranjaments i transcripcions musicals.
Va fundar i va formar part d'un trio de càmera juntament amb els músics Manuel Jiménez (violí) i Ana Luisa Vivanco (piano), amb el qual va participar en diferents vetllades culturals promogudes per ella en la Sociedad La Luz, contribuint així al desenvolupament cultural de la vila. L'any 1891 va ser nomenada presidenta de la secció filharmònica d'aquesta societat.
Com a compositora va compondre diverses cançons per a veu i guitarra, amb una concepció tímbrica, melòdica i rítmica influenciades per les sonoritats de les cançons portades per les migracions europees, africanes i de zones circumdants. També va compondre guarachas, himnes, valses i obres religioses per a veu i piano i per a veu i orgue.
Com a pedagoga va dirigir la seva pròpia acadèmia de música en La Trinidad, on va formar a nombrosos estudiants, incloent-hi al seu nebot, el pianista i compositor Lico Jiménez.

## Obres
Berroa va compondre cançons, guarachas, himnes, música litúrgica i sagrada. Algunes de les seves obres són:
- Canción La trinitaria, 1867
- Canción a Belisa y La Josefa, 1902
- Condenado, El talismán, La conciencia, La súplica, Rosa gentil, totes per a veu i guitarra
- Guaracha de La Habana al Cerro, La cena del gato
- Marcha Conchita
- Música religiosa Flores de mayo, per a corn anglès i piano
- La virgen de Cuba, per a corn anglès
- Osalutaris, per a veu i orgue
- Salve a dos voces, per a veu i orgue
- Vals Cecilia, per a piano i banda
- El negro Miguel y Las flores, per a piano.

La seva música ha estat enregistrada i emesa en mitjans de comunicació, incloent-hi:
- Recital vocal: Provedo, Lucy - PALAU, R.L./SANCHEZ, J.P./DE BLANCK, H./ANCKERMANN, C./AGUERO, G./JIMENEZ, J.M. (La Perla) Colibri CD-091